# Russell Henry Chittenden
Russell Henry Chittenden (New Haven, 18 de febrero de 1856-New Haven, 26 de diciembre de 1943) fue un bioquímico estadounidense.

## Biografía
Nació el 18 de febrero de 1856 en New Haven. Graduado en Yale en 1875, estudió en Heidelberg junto a Wilhelm Kühne entre 1878 y 1879. donde se dedicó al estudio de Fisiología experimental, Química fisiológica e Histología. En 1882 sería nombrado profesor de Química fisiológica en Yale, aunque pasaría el verano de ese año de nuevo en Alemania junto a Kühne. En 1890 sería nombrado miembro de la National Academy of Sciences. Fue autor de The Development of Physiological Chemistry in the United States (1930). Fueron pupilos suyos científicos como Lafayette B. Mendel, Harvey Cushing, Theodore Janeway y Richard P. Strong, entre otros. Estudió el requerimiento mínimo de proteínas en la dieta humana, entre otras materias. Falleció en New Haven el 26 de diciembre de 1943.